# Нікольська сільська рада (Сакмарський район)
Ніко́льська сільська рада (рос. Никольский сельский совет) — сільське поселення у складі Сакмарського району Оренбурзької області Росії.
Адміністративний центр — село Нікольське.

## Населення
Населення — 1495 осіб (2019; 1727 в 2010, 1803 у 2002).

## Склад
До складу сільської ради входять:
| Населений пункт     | Населення, осіб (2002) | Населення, осіб (2010) |
| ------------------- | ---------------------- | ---------------------- |
| Нікольське, село    | 1658                   | 1600                   |
| Петропавловка, село | 145                    | 127                    |